# Ophistreptus levis
Ophistreptus levis är en mångfotingart som först beskrevs av Carl Graf Attems 1934.  Ophistreptus levis ingår i släktet Ophistreptus och familjen Spirostreptidae. Inga underarter finns listade i Catalogue of Life.